# Callistemma
 Callistemma   é um gênero botânico pertencente a família das Dipsacaceae.